# Pláž Futuro
Pláž Futuro (v originále Praia do Futuro) je brazilsko-německý hraný film z roku 2014, který režíroval Karim Aïnouz podle vlastního scénáře. Film popisuje vztah Brazilce a Němce. Snímek měl světovou premiéru na filmovém festivalu Berlinale 11. února 2014. V ČR byl uveden v roce 2015 na filmovém festivalu Febiofest.

## Děj
Donato pracuje jako plavčík na pláži Futuro ve městě Fortaleza. Jednoho dne zachraňuje s kolegy dva německé turisty, ale podaří se zachránit jen Konrada, jeho kamarád Heiko se utopí. Pro Donata je to stejně těžká rána jako pro Konrada, protože je to poprvé, kdy se v jeho službě někdo utopil. Oba se sblíží a Donato odjede s Konradem do Německa. V Berlíně se Donato rozhodne zůstat na trvalo a přeruší styky se svou rodinou. O několik let později ho do Berlína přijede hledat jeho mladší bratr Ayrton, aby mu oznámil, že jejich matka zemřela, a aby Donata přemluvil k návratu domů.

## Obsazení
| Wagner Moura            | Donato        |
| Clemens Schick          | Konrad        |
| Jesuita Barbosa         | Ayrton        |
| Sabine Timoteo          | Heikova vdova |
| Ingo Naujoks            | mechanik      |
| Emily Cox               | Nanna         |
| Sophie Charlotte Conrad | Dakota        |